# Tugthusfangens datter
Tugthusfangens datter er en amerikansk stumfilm fra 1922 af Allen Holubar.

## Medvirkende
- Malcolm McGregor som Peter Wyndham
- Colleen Moore som Mercy Boone
- Ernest Torrence som Boyan Boone
- Claire Windsor som Hortense Allen
- James Marcus som Pat Mulcahy
- Beryl Mercer som Mrs Mulcahy
- William Orlamond som Slog Sallee